# Caenolestes convelatus
Caenolestes convelatus é uma espécie de marsupial da família Caenolestidae. Pode ser encontrado no oeste da Colômbia e na região centro-norte do Equador.